# Рудники Ель-Халія/Філіпвіль

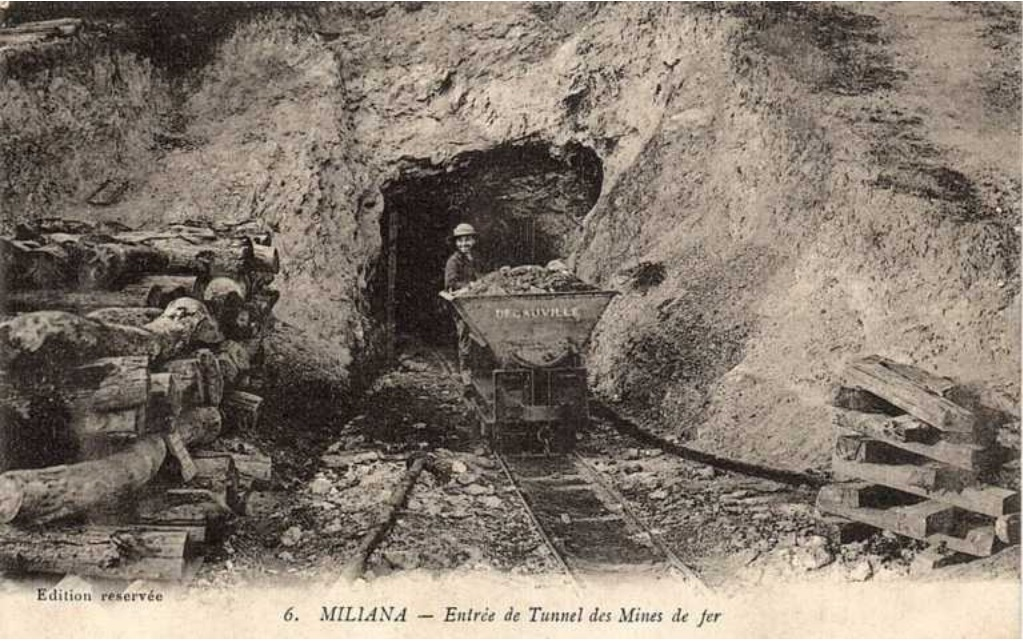
Вивіз руди зі штольні

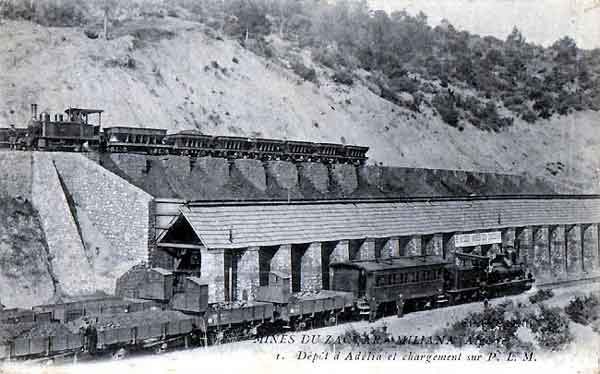
Залізнична станція Аделія, через яку відбувався вивіз руди

Рудники Ель-Халія/Філіпвіль – колишні гірничодобувні підприємства на півночі Алжиру, в районі на схід від Скікди (в часи французького володарювання носила назву Філіпвіль).

## Копальня Ель-Халія
Створена в 1910 році компанію Société des mines de fer de Miliana протягом кількох років здійснила геологорозвідувальні роботи в районі Ель-Халія, де встановила наявність гематитової залізної руди, яка мала 50 – 52% заліза та майже не містила фосфору. Роботи з її розробки стартували в 1913-му, коли вилучили 21 тисячу тон руди. Наступного 1914-го видобуток склав лише 4 тисячі тон, що частково могло пояснюватись спільними для усіх алжирських копалень проблемами через мобілізацію працівників на тлі початку Першої світової війни. Втім, далі спосерігалось певне відновлення і в 1915 та 1916 роках в Ель-Халії видобули 12 та 21 тисячу тон руди відповідно. 
Первісно анонсувалась розробка відкритим способом, проте наявні фотографії засвідчують викристання штолень. Видобуту руду спускали канатною дорогою, а далі вивозили залізницею до порту Алжир. 

## Копальні Філіпвіль
Невдовзі в районі Філіпвілю почав діяти підрозділ бельгійської компанії Société des mines de fer de Rouina, яка десятиліттям раніше була створена для розробки розташованого на заході Алжиру зілізорудного родовища Руіна. Філіпвільський рудник охоплював три ліцензійні ділянки (Aïn-ben-Merouane, Fendeck, Filfila) та видав першу продукцію в 1918 році, коли звідси отримали 23 тисячі тон руди – 13 тисяч тон залізної та 10 тисяч тон піритової. Продукція далі транспортувалась канатною дорогою довжиною 17 км до Філіпвілю, при цьому залізна руда призначалась для експорту, тоді як пірити використовували на місці як добриво.
Протягом 1920-х років видобуток Філіпвільського рудника доволі суттєво коливався та складав у тисячах тон – 42 (1921), 19 (1922), 60 (1923), 54 (1924), 39 (1925), 26 (1926), 24 (1927) та 35 тисяч тон у 1928-му.
Крім того, у звіті Société des mines de fer de Rouina за 1922 рік повідомлялось про придбання понад 90% акцій Société des mines de fer de Miliana, що фактично подвоювало потужність філіпвільського кластеру. Так, відомо що в 1926, 1927 та 1928 роках з рудника Ель-Халія отримали 30, 41 та 47 тисяч тон руди відповідно.

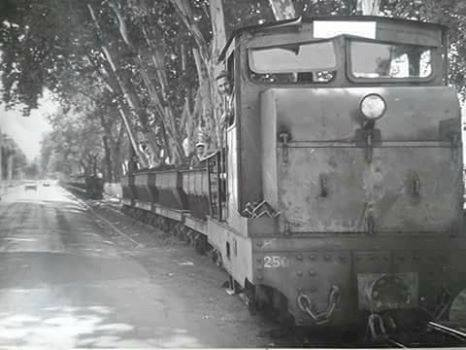
Рудовозний потяг

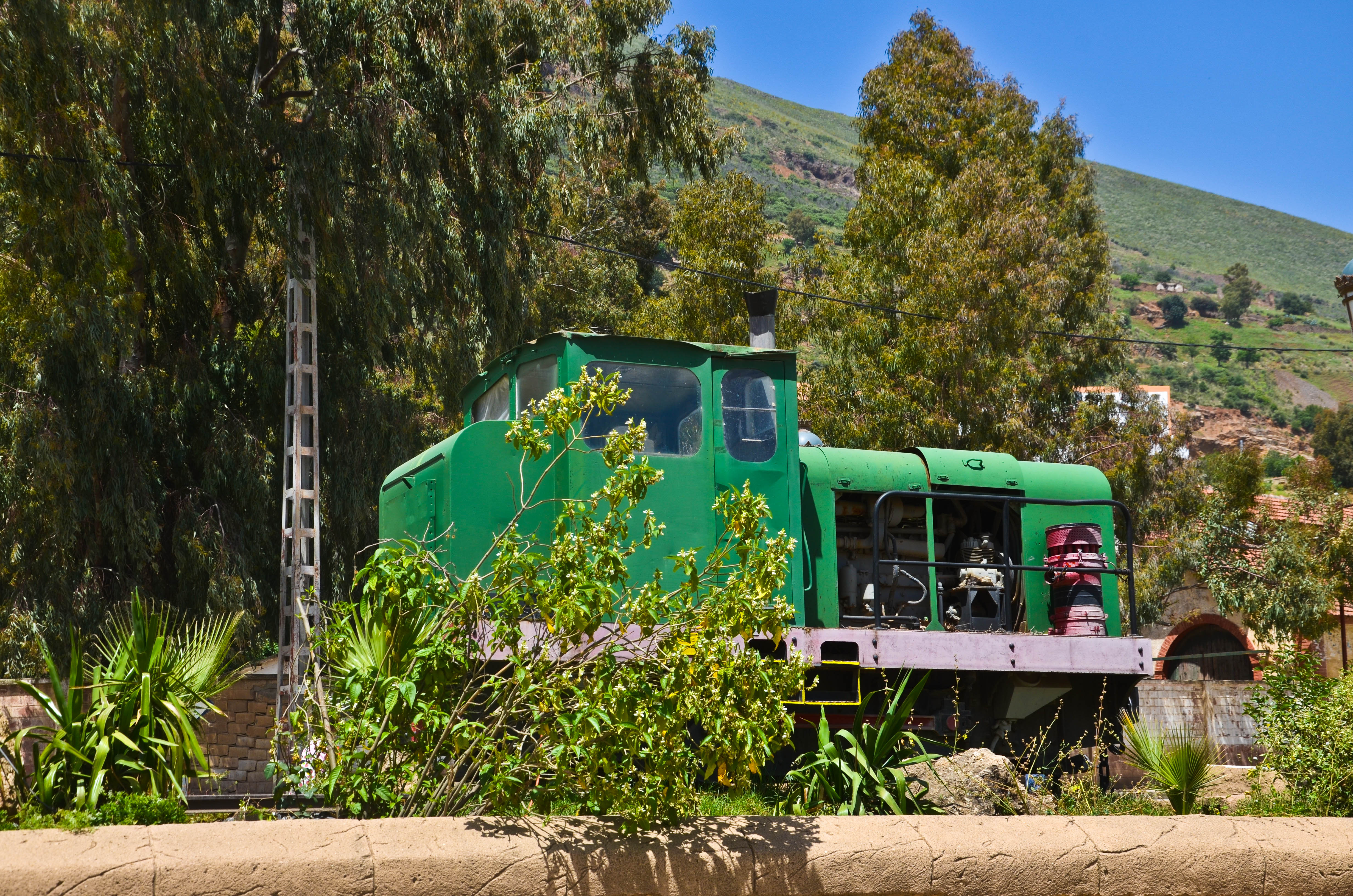
Локомотив рудовозної дороги

## Світова економічна криза
В 1929-му, незважаючи на початок світової економічної кризи, Філіпвільский рудник та рудник Ель-Халія видобули 49 та 36 тисяч тон руди відповідно. Втім, криза поглиблювалась і в 1930-му зазначені копальні виробили лише 28 та 13 тисяч тон.
Влітку 1931-го оголосили про рішення зупинити видобуток в Ель-Халія, в той же час, Філіпвільский підрозділ продовжував видобуток піритів протягом всього 1932 року (на відміну від головних залізорудних копалень Société des mines de fer de Rouina у Руіні та Брейрі, які також довелось зупинити).
В 1935-му брюссельский суд постановив ліквідувати Société des Mines de Fer de Rouina, після чого в 1938-му унаслідок складної схеми обміну облігаці та акцій контроль над її активами отримала колишня дочірня структура Société des mines de fer de Miliana.

## Завершальний етап розробки
У звіті Société des mines de fer de Miliana за 1953 рік згадується про заміну та ремонт старого обладнання на руднику Філіпвіль. Що стосується рудника в Міліані, то в якийсь момент він також перетворився на піритовий.
20 серпня 1955-го алжирські повстанці увійшли в Ель-Халію та почали різню іноземців та колаборантів. Всього в цей день за різними даними загинули 71 – 171 цивільних осіб іноземного походження, 31 – 47 солдат та правоохоронців та 21 – 36 алжирців, що співпрацювали з колоніальною владою. До 25 серпня прибулі війська здійснювали придушення повстання, під час чого було вбито від 1273 (офіційні дані) до 3 – 5 та навіть 10 тисяч алжирців. 
Лише в червні 1956-го рудник Ель-Халія зміг відновити роботу. Оскільки від нього залежав піритовий напрямок групи, за перше півріччя 1956-го Société des mines de fer de Miliana змогла видобути лише 620 тон піритів. Відомо також, що за перше півріччя 1957-го показник становив вже 10 тисяч тон піритів.
Після надбання Алжиром незалежності рудник Ель-Халія в 1963-му потрапив у складне фінансове становище та був націоналізований і переданий компанії B.A.R.E.M. Протягом 1965 – 1967 років спостерігалось падіння виробництва піритів через виснаження запасів двох горизонтів. Втім, існували перспективи відновлення за умови запуску в роботу третього горизонту з запасами 300 тисяч тон.